# Nie rozpaczaj po mnie Matko

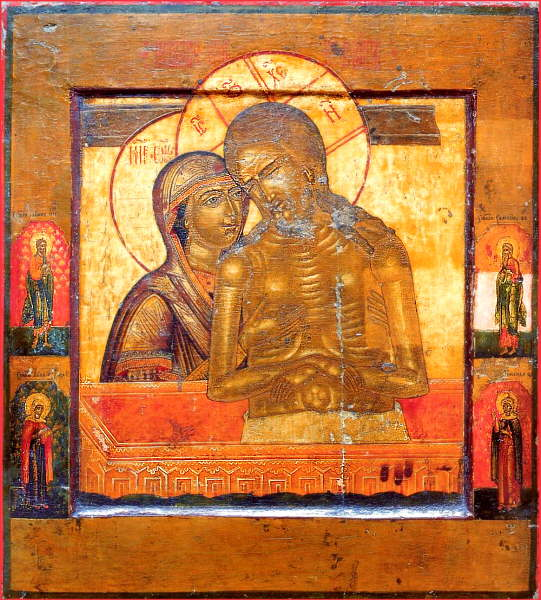
Ne rydaj mienie Mati, koniec XVIII w.

Nie rozpaczaj po Mnie Matko (język cerkiewnosłowiański Не рыдай Мене, Мати) – ikonograficzny odpowiednik zachodniochrześcijańskiej piety, przedstawiający Chrystusa nagiego, do połowy złożonego w grobie, z zamkniętymi oczyma, pochyloną głową i rękoma (na których widoczne są rany po gwoździach) ułożonymi w znak krzyża. Za plecami Chrystusa często umieszcza się krzyż z inskrypcjami. Z prawej strony Bogurodzica podtrzymuje i przytula syna. Kompozycja przedstawiająca samego Zbawiciela nosi nazwę „Król Chwały”.
Zamysłem ikony jest, z jednej strony przedstawienie złożenia przez Chrystusa ofiary na krzyżu, z drugiej zaś wychwalenie samego Zmartwychwstania Pańskiego.

## Pochodzenie nazwy
Nazwa pochodzi od 9 pieśni kanonu śpiewanego w Wielką Sobotę w języku cerkiewnosłowiańskim Не рыдай Мене, Мати, зрящи во гробе, Его же во чреве без семене зачала еси Сына: востану бо и прославлюся, и вознесу со славою непристанно, яко Бог, верою и любовию Тя величающия – „Nie rozpaczaj po Mnie, Matko, widząc mnie w grobie, [...] w łonie Swym bez nasienia poczęłaś Syna. Wstanę i będę wychwalony i wstąpię do nieba, jako Bóg, wiarą i miłością Ciebie wywyższając”. Natomiast „Król Chwały” związany jest z tekstem liturgicznym: „Oto siły niebieskie niewidzialnie z nami sprawują, oto wchodzi Król Chwały, oto tajemna ofiara odbywa się...”
Czasem umieszcza się to przedstawienie w kompozycji z Chrystusem nie ludzką ręką stworzonym, który zajmuje górną część ikony.